# Airport 1975
Airport 1975 é um filme estadunidense de 1974, dos gêneros drama, suspense e cinema catástrofe estrelado por Charlton Heston e Karen Black, dirigido por Jack Smight e com roteiro de Don Ingalls baseado em livro de mesmo nome de Arthur Hailey.
O orçamento do filme foi de três milhões de dólares, sendo que arrecadou mais de 47 milhões de dólares nas bilheterias de todo o mundo.
Airport 1975 foi precedido por Aeroporto, de 1970, e seguido por Aeroporto 77, de 1977 e Aeroporto 80 - O Concorde, de 1979.

## Sinopse
Um pequeno avião particular se choca com um Boeing 747 e o acidente acaba matando ou incapacitando a tripulação do avião comercial. Para evitar uma tragédia maior, uma aeromoça tem que assumir o comando da aeronave, seguindo instruções pelo rádio. Um plano é elaborado em terra e um piloto é enviado para entrar no avião através de um buraco na cabine de comando e, assim, resgatar o avião danificado e salvar os sobreviventes.

## Elenco
- Charlton Heston .... Alan Murdock
- Karen Black .... Nancy Prior
- George Kennedy .... Joe Patroni
- Efrem Zimbalist Jr. .... capitão Stacy
- Susan Clark .... Helen Patroni
- Helen Reddy .... irmã Ruth
- Linda Blair .... Janice Abbott
- Dana Andrews .... Scott Freeman
- Roy Thinnes .... Urias
- Sid Caesar .... Barney
- Myrna Loy .... sra. Devaney
- Ed Nelson .... major John Alexander
- Erik Estrada .... Julio
- Nancy Olson .... sra. Abbott
- Larry Storch .... Glenn Purcell
- Martha Scott .... irmã Beatrice
- Jerry Stiller .... Sam
- Norman Fell .... Bill
- Conrad Janis .... Arnie
- Beverly Garland .... sra. Scott Freeman
- Linda Harrison .... Winnie
- Guy Stockwell .... coronel Moss
- Brian Morrison .... Joseph Patroni Jr.
- Gloria Swanson .... Gloria Swanson

## Recepção
Ridicularizado pela crítica em seu lançamento, o Airport 1975 foi, todavia, um enorme sucesso comercial. Com um orçamento de $3 milhões, o filme arrecadou mais de US$47 milhões apenas com a bilheteria domestica, tornando-se o filme de sexta maior bilheteria de 1974 e filme de desastre com a terceira maior bilheteria do ano, atrás de The Towering Inferno e Earthquake. O filme foi incluído no livro The Fifty Worst Films of All Time publicada em 1978. O filme está listado no livro do fundador do Framboesa de Ouro, John Wilson, The Official Razzie Movie Guide como um dos 100 filmes ruins mais divertidos já feitos.

## Principais prêmios e indicações
Globo de Ouro 1975 (EUA)
- Recebeu uma indicação na categoria de Revelação Mais Promissora - Feminina (Helen Reddy).